# Perivolia (Arcadia)
Perivolia  este un oraș în Grecia în Prefectura Arcadia.